# Christoffer Fagerli Rukke
Christoffer Fagerli Rukke, né le 17 avril 1988 à Hol, est un patineur de vitesse norvégien.

## Biographie
Membre du club Hol IL, il fait ses débuts dans la Coupe du monde lors de la saison 2006-2007. En février 2008, il signe le meilleur résultat individuel de sa carrière dans l'élite en terminant onzième sur 1 500 mètres à Heerenveen, performance qu'il reproduit un an plus tard au même lieu, ainsi qu'à Salt Lake City. En 2009, il obtient ses meilleurs résultats dans des championnats du monde avec une onzième place au  1 000 mètres et une douzième place au 1 500 mètres.
En 2010 à Vancouver, Rukke reçoit sa première et seule sélection aux Jeux olympiques, pour se classer 20e du 1 500 mètres et 35e du 1 000 mètres.
Il est le frère de Henrik Fagerli Rukke, aussi patineur de vitesse. Il a pour petite-amie la fondeuse Ingvild Flugstad Østberg.